# Жлабор
Жлабор (словен. Žlabor) је насељено место у општини Назарје, Савињска регија, Словенија.

## Историја
До територијалне реорганизације у Словенији био је у саставу старе општине Мозирје.

## Становништво
У попису становништва из 2011. године, Жлабор је имао 126 становника.
| Број становника према пописима | Број становника према пописима | Број становника према пописима |
| ------------------------------ | ------------------------------ | ------------------------------ |
| 1991                           | 2002                           | 2011                           |
| 133                            | 123                            | 126                            |